# Rustenhart
Rustenhart é uma comuna francesa na região administrativa de Grande Leste, no departamento Alto Reno. Estende-se por uma área de 12,31 km². Em 2010 a comuna tinha 889 habitantes (densidade: 72,2 hab./km²).